# Carvin
Carvin – miejscowość i gmina we Francji, w regionie Hauts-de-France, w departamencie Pas-de-Calais.
Według danych na rok 1990 gminę zamieszkiwało 17 059 osób, a gęstość zaludnienia wynosiła 811 osób/km² (wśród 1549 gmin regionu Nord-Pas-de-Calais Carvin plasuje się na 38. miejscu pod względem liczby ludności, natomiast pod względem powierzchni na miejscu 50.).